# 陳偉光 (作曲家)
陳偉光教授（英語：Prof. Victor Wai-Kwong CHAN）（1959年—），香港作曲家、教育家，香港中文大學崇基學院音樂系教授，曾任崇基學院院長（2014－2015）。

## 簡歷
陳偉光大學時代原本在香港中文大學修讀市場學，之後轉至音樂系，1983年崇基學院音樂系畢業，畢業後留校任助教。1985年後獲「英國文化協會獎學金」及「英聯邦獎學金」資助負笈英國深造，專研作曲。1988年取得英國約克大學哲學博士學位。1989年返回香港中文大學崇基學院音樂系任教，領導作曲課程及音樂文學碩士課程。
陳氏於2001年起出任崇基學院學院院務委員，2004年起成為學院常務委員會成員，同年獲委任為崇基學院通識教育主任。2011年獲委任為崇基學院副院長。
2014年8月1日，陳氏被委任為崇基學院院長，任期四年。 在任院長期間推動學院的心靈關顧，透過每週的「午間心靈綠洲」音樂會、撰寫院長網誌、定期舉辦「午後茶聚」等。2016年1月1日，陳氏因健康理由辭任崇基學院院長。 經過三十三年在香港中文大學的教學生涯，陳氏於2019年5月退休。

## 音樂成就
陳氏是一位活躍的作曲家及指揮，作品超過二百份，包括歌劇、管弦樂、室內樂、器樂獨奏曲、合唱及獨唱歌曲等，其中不少已出版及灌錄成唱片。自1993年起，他連續12年出任「香港作曲家聯會」副主席，並於1997至2000年獲委任為「香港管弦樂團駐團作曲家」，1998年當選「香港十大傑出青年」。
陳氏的作品以管弦樂為主，包括：應「九七回歸慶典」、「世界銀行及國際貨幣基金組織年會」、「法國電台管弦樂團」、「中國建國五十週年慶典」、「花旗集團一百週年慶典」，以及「香港管弦樂團三十週年慶典」而委約的原創音樂。其作品曾於世界多處發表，更屢次代表香港在多個國際盛會中演出，包括「ISCM國際現代音樂節」、「亞洲作曲家同盟音樂節」、「國際合唱同盟音樂節」、聯合國文教部主辦之「國際作曲家交流會」、「北京現代音樂節」、「世界合唱音樂研討會」、「札幌太平洋音樂節」、「阿姆斯特丹國際音樂節」、「曼哈頓音樂節」、「坦格活德當代音樂節」等。